# Paulo Massa
Paulo Massa (Curitiba, Brasil, 21 de marzo de 1940 – Río de Janeiro, 12 de julio de 2016) fue un entrenador de fútbol brasileño.

## Biografía
Massa nació en Curitiba, aunque residió la mayor parte de su vida en Río de Janeiro. Fue hijo del general del ejército brasileño Octavio Massa. Si bien inicialmente siguió una formación militar, optó por una carrera en el deporte. Se graduó como profesor de Educación Física y más tarde obtuvo su formación como director técnico. Participó en el cuerpo técnico de la selección sub-23 de Brasil, donde trabajó con futbolistas como Cafú y Márcio Santos, y colaboró con el reconocido entrenador Telê Santana.

## Carrera como entrenador
Llegó a Ecuador en 1995 para dirigir a El Nacional, con el que se consagró campeón del campeonato nacional en 1996 tras vencer a Emelec en la final.
En 1998, logró un nuevo título nacional con Liga de Quito, luego de una victoria 7-0 frente a Emelec en la final, una de las mayores goleadas registradas en una final del fútbol ecuatoriano.
En Ecuador, también dirigió a otros clubes como Barcelona Sporting Club, Emelec y Espoli. En Brasil, entrenó a equipos como América, Cabofriense, Bangu y Americano. Tuvo experiencia como seleccionador de Arabia Saudita y trabajo en Catar dirigiendo a los clubes Qatar Sports Club y Al Ahli Sports Club.

## Fallecimiento
Falleció el 12 de julio de 2016 en Río de Janeiro a los 76 años.

## Palmarés

### Campeonatos nacionales
| Título                 | Club          | País    | Año  |
| ---------------------- | ------------- | ------- | ---- |
| Copa del Emir          | Al Ahli SC    | Catar   | 1992 |
| Campeonato Ecuatoriano | El Nacional   | Ecuador | 1996 |
| Campeonato Ecuatoriano | Liga de Quito | Ecuador | 1997 |